# Protestantyzm w Portugalii

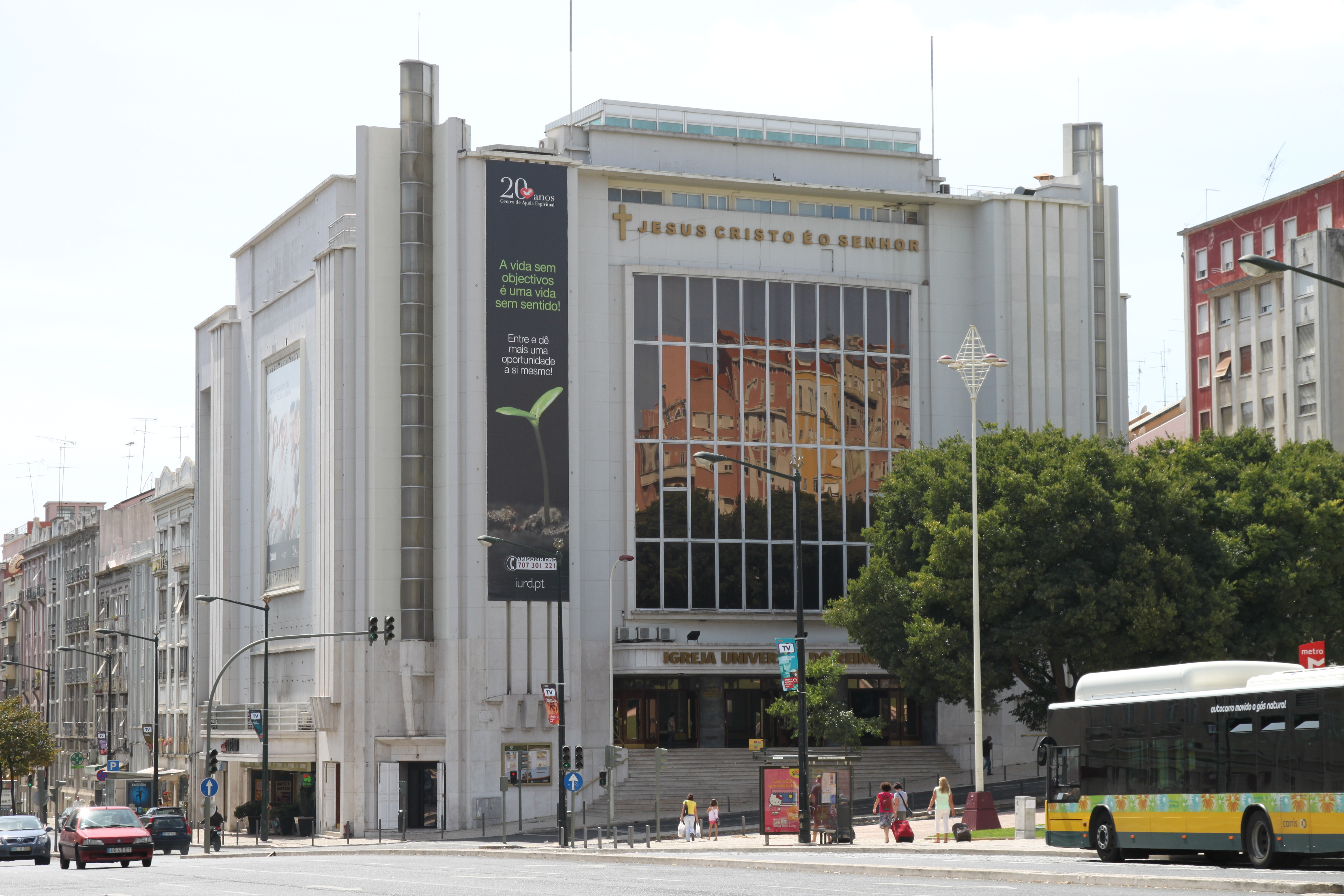
Uniwersalny Kościół Królestwa Bożego w Lizbonie

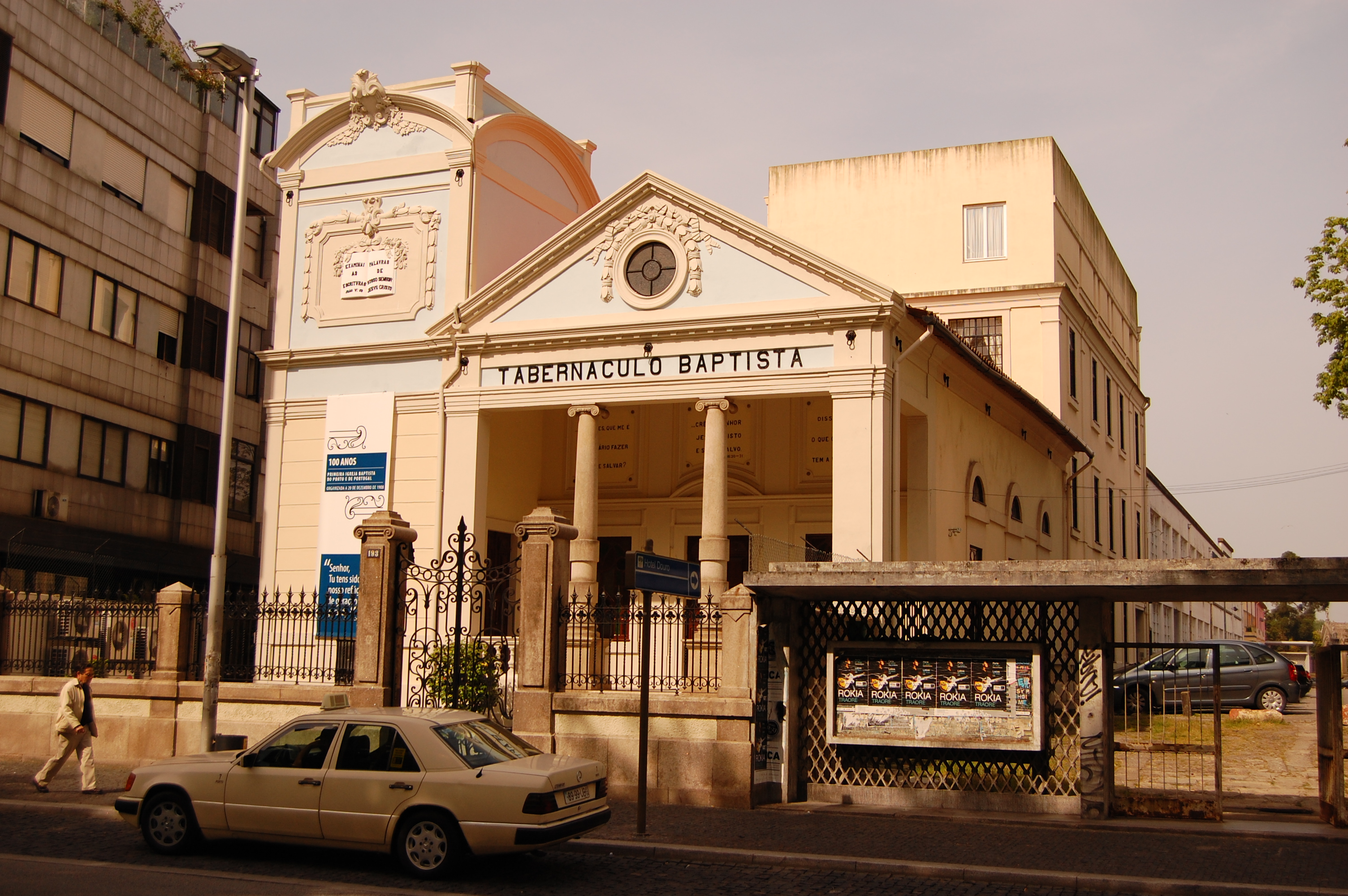
Kościół baptystyczny w Porto

Protestantyzm w Portugalii – jest religią mniejszościową w kraju zdominowanym przez katolicyzm. Brytyjczycy zaczęli się osiedlać w Portugalii w XIX wieku i przynieśli ze sobą inne wyznania chrześcijańskie. Większość należała do anglikańskiego Kościoła Anglii, ale byli także metodyści, kongregacjonaliści, baptyści i prezbiterianie.
Zgodnie ze spisami powszechnymi ludności Narodowego Instytutu Statystyki w latach 1981, 1991, 2001, 2011 i 2021 liczba protestantów w Portugalii rośnie:
| Rok  | Liczba protestantów | % ludności |
| ---- | ------------------- | ---------- |
| 1981 | 39 122              | 0,4%       |
| 1991 | 36 932              | 0,37%      |
| 2001 | 48 301              | 0,47%      |
| 2011 | 75 571              | 0,72%      |
| 2021 | 186 832             | 2,13%      |

Badania przeprowadzone przez Pew Research Center w 2010 roku mówią o 170 tysiącach (1,6%) protestantów w Portugalii. Do większych społeczności protestanckich w kraju należą:
- Zbory Boże – kościół zielonoświątkowy liczący 35 tysięcy wiernych w 459 kościołach[4],
- Kongregacja Chrześcijan – kościół zielonoświątkowy liczący ok. 30 tysięcy wiernych w 200 kościołach[potrzebny przypis],
- Kościół Adwentystów Dnia Siódmego – 9,3 tys. członków w 95 zgromadzeniach[5],
- Portugalska Konwencja Baptystów – 4,8 tys. ochrzczonych członków 72 kościołach[6],
- Chrześcijański Kościół „Maranatha”, Kościół „Manna” i Kościół Powszechny Królestwa Bożego – kolejne kościoły neozielonoświątkowe,
- Bracia plymuccy,
- Kościół Ewangelicko-Metodystyczny i Wolny Kościół Metodystyczny – metodystyczne związki wyznaniowe,
- Kościół Ewangelicko-Prezbiteriański i Chrześcijański Kościół Prezbiteriański – prezbiteriańskie związki wyznaniowe,
- Kościół Nazareński.